# 5 Centimètres par seconde
5 Centimètres par seconde (秒速５センチメートル, Byōsoku go senchimētoru) est un film d'animation japonais réalisé par Makoto Shinkai en 2007 dont le thème est l'amour au-delà des distances.

## Histoire
5cm Per Second est formé de trois histoires :
1. Essence de fleurs de cerisier (桜花抄, Ōkashō?)
2. Cosmonaute (コスモナウト, Kosumonauto?)
3. 5 centimètres par seconde (秒速5センチメートル, Byōsoku 5 senchimētoru?)

L'intrigue se déroule au Japon entre le début des années 1990 et 2008. Chaque partie est centrée sur un garçon nommé Takaki Tono.

### Résumé
Essence de fleurs de cerisierÀ l’arrivée d’Akari Shinohara, Takaki Tono se lie rapidement  d'amitié avec elle, en raison de leurs intérêts communs, par exemple, les deux préfèrent rester à l'intérieur pendant la récréation à cause de leurs allergies saisonnières. Dans la version japonaise on s’aperçoit que le registre que l’un et l’autre utilisent pour parler souligne le lien solide qui les unit ce qui est très inhabituel au Japon, même parmi les gens qui sont amoureux. Cet élément est perdu dans la version française et anglaise, ce qui réduit la proximité implicite de leur relation. Après l'école primaire, Akari déménage à Tochigi, en raison du métier de ses parents. Les deux protagonistes resteront en contact à travers une riche correspondance, mais malgré les sentiments qui existent entre eux, la séparation se fait sentir. Lorsque Takaki apprend que sa famille déménage à Kagoshima, il décide d'aller voir Akari, car le déménagement les éloignera davantage. Il préparera une lettre pour Akari, révélant ses véritables sentiments. Toutefois, pendant le voyage, il la perdra, et une violente tempête de neige retardera son voyage de plusieurs heures. Les deux amoureux se rencontreront finalement, et partageront leur premier baiser sous un cerisier, Takaki réalise à ce moment-là qu'ils ne seront plus jamais ensemble. Échoués dans un hangar en raison de la tempête de neige, ils s'endorment après avoir longtemps parlé. Le lendemain matin au départ de Takaki, ils se promettent de continuer à s’écrire. Au départ du train, Takaki regrette la perte de sa lettre, tandis qu’Akari regarde en silence une lettre qu'elle aurait voulu lui donner.
CosmonauteTakaki est maintenant en troisième année de secondaire à Tanegashima, où se situe le Centre spatial de Tanegashima. Kanae Sumida, une camarade de classe de Takaki, est tombée amoureuse de Takaki depuis son arrivée, mais ne trouve pas le courage de lui exprimer ses sentiments à son égard. Elle passe tout le temps qu'elle peut avec lui. Cependant, Takaki semble ne la considérer que comme une bonne amie. Au fil du temps Kanae observe que Takaki écrit régulièrement des mails, et qu’il semble souvent pensif comme à la recherche de quelque chose ou de quelqu’un. On apprend plus tard, que les mails que Takaki écrit ne sont jamais envoyés. Malgré ses sentiments pour Takaki, Kanae a le sentiment que Takaki est à la recherche de quelque chose qu’elle ne pourra pas lui apporter et abandonne l’idée de lui révéler ses sentiments.
5 centimètres par secondeNous sommes en 2008. Takaki est maintenant un programmeur informatique à Tokyo, et Akari prépare son mariage. Il n'y a pas d'indication claire quant à ce que Kanae fait, mais dans le montage final, on peut l’apercevoir un peu plus âgée au bord de l’océan à côté de sa planche de surf. Takaki est toujours amoureux d’Akari au détriment de sa vie et de ses autres relations. Akari retrouve la lettre qu'elle avait l'intention de donner à Takaki sans jamais lui donner et regrette cet amour perdu. Au bord de la dépression, Takaki quitte son emploi. Un jour, alors qu'ils marchent sur une route, Akari et Takaki se croisent et se reconnaissent tous les deux. Au moment où Akari et Takaki se retournent un train passe, les empêchant de se voir, métaphore des nombreux voyages qui les ont éloignés l’un de l’autre. Après le passage du train, Takaki constate qu'Akari est partie. Il comprend alors qu'elle a préféré tourner la page avec le temps et aller de l'avant pour continuer à vivre pleinement sa vie, plutôt que d'espérer indéfiniment comme l'a fait Takaki. Elle ne l'a néanmoins pas oublié mais désire garder ses souvenirs enfouis plutôt que de revenir en arrière, car sa vie actuelle ne le permettrait pas. Takaki sourit, indiquant qu'il adhère à sa façon de résoudre le problème ; il peut maintenant se remettre à vivre sereinement.

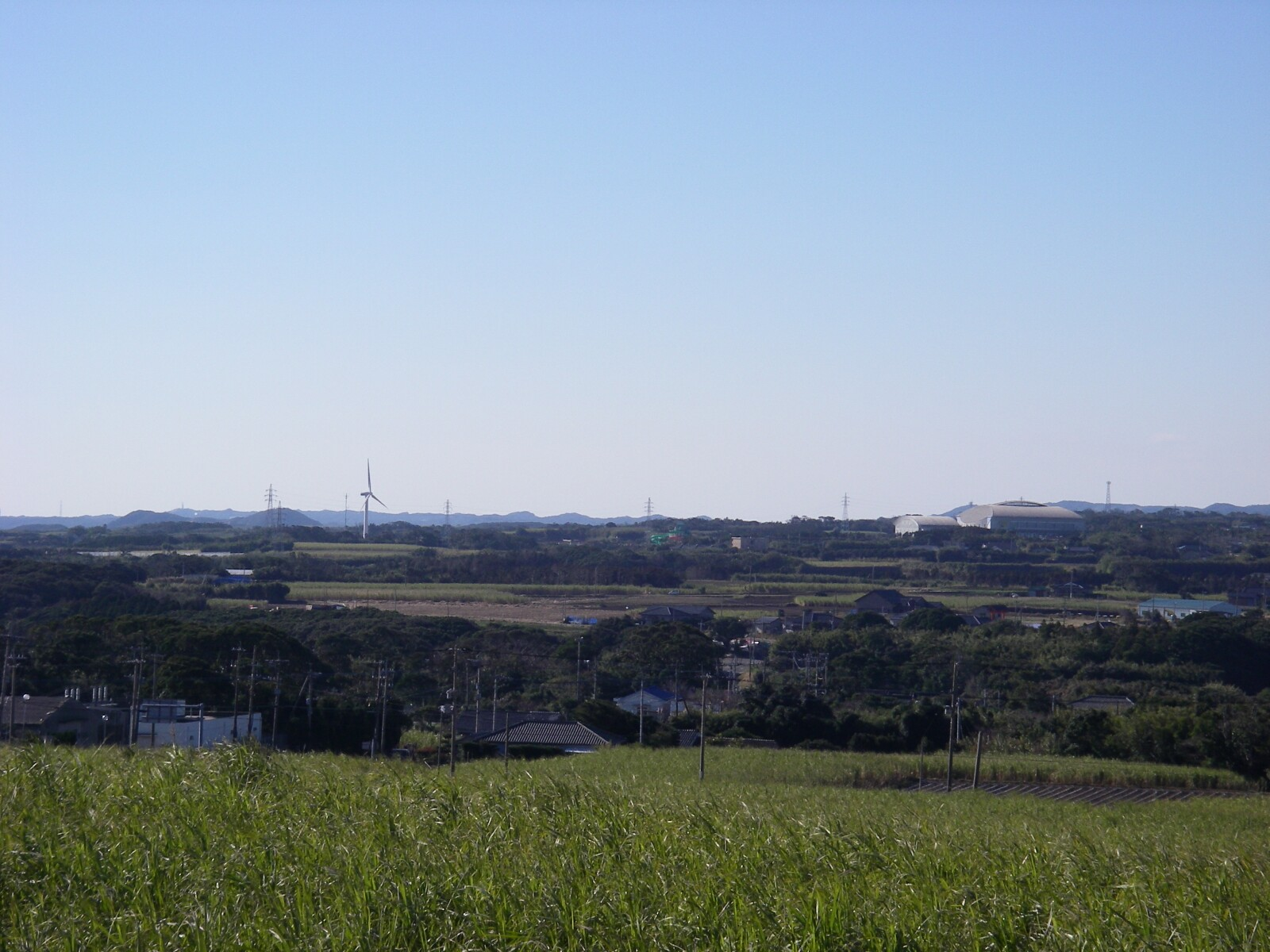
Nakatane, Tanegashima, le lieu principal où se passe Cosmonaute.

## Personnages
Takaki Tōno (遠野 貴樹, Tōno Takaki)Takaki est le personnage principal du film. En raison du métier de ses parents, il est forcé de beaucoup déménager. Akari et lui sont devenus de très proches amis, jusqu’au départ d’Akari. Ils finissent par fréquenter des collèges différents. Dans la seconde partie, on apprend que Takaki pratique le Kyudo en tant que membre du club de son école.
Akari Shinohara (篠原 明里, Shinohara Akari)C’est la meilleure amie de Takaki et son amour d'école primaire. Comme Takaki, elle et sa famille se déplacent beaucoup. Après l'école primaire, elle déménage à Iwafune alors qu’elle désirait vivre avec sa tante à Tokyo afin de rester avec Takaki, mais ses parents lui interdisent de s'y rendre par ses propres moyens. Pendant un certain temps, Takaki et elle resteront en contact.
Kanae Sumida (澄田 花苗, Sumida Kanae)Camarade de classe de Takaki à l'école secondaire. Elle est amoureuse de Takaki depuis son arrivée dans l’école, mais ne parviendra jamais à lui exprimer ses sentiments. Elle aime le surf et les balades en scooter. Elle est indécise quant à son avenir. Sa sœur aînée est professeur dans son école.

## Fiche technique
- Nom complet du film : Byōsoku Go Senchimētoru – a chain of short stories about their distance (une série d'histoires courtes sur la distance)
- Directeur et scénariste : Makoto Shinkai
- Personnages et Animation : Takayo Nishimura
- Paysage : Takumi Tanji, Ryoko Majima
- Musique : Tenmon
- Production et Distribution : CoMix Wave, Inc.

Dates de sortie :
- 3 mars 2007 au Japon
- 23 juin 2010 en France (directement en DVD)

## Doublage
|                 | Japonais        | Français       |
| --------------- | --------------- | -------------- |
| Akari Shinohara | Ayaka Onoue     | Céline Melloul |
| Takaki Toono    | Kenji Mizuhashi | Adrien Solis   |
| Kanae Sumida    | Satomi Hanamura | Céline Melloul |
| Akari Shinohara | Yoshimi Kondou  |                |
| Sœur de Kanae   | Risa Mizuno     |                |

## Prix et récompenses
- Lancia Platinum Grand Prize du Future Film Festival 2008[1].
- Meilleur film d'animation aux Asia Pacific Screen Awards[2].

## Produits dérivés

### Roman
Le roman de (ja) Makoto Shinkai, 小説・秒速5センチメートル : A Chain of Short Stories About Their Distance,‎ 2007, 175 p. (ISBN 978-4-8401-2072-2). 
5 Centimètres Par Seconde distribué par Media Factory est sorti le 16 novembre 2007 au Japon. C'est le premier roman écrit par Makoto Shinkai dont les photos sont également de l'auteur. La traduction française du roman est publiée par Pika Édition le 7 octobre 2020.

### Musique
Le thème audio du film - source d'inspiration de la bande-son composée par Tenmon - est chanté par Yamazaki Masayoshi (en). Sorti en single en 1997 puis réédité en édition spéciale en 2007 à l'occasion de la sortie du film, le morceau s'intitule One more time, One more chance.
Bande originale (28 minutes) :
1. Ōkashō (桜花抄?) [4:51]
2. Omoide wa Tōku no Hibi (想い出は遠くの日々?) [1:14]
3. Shōsō (焦燥?) [1:09]
4. Yuki no Eki (雪の駅?) [2:19]
5. Kiss [3:13]
6. Kanae no Kimochi (力ナエの気持ち?) [1:47]
7. Yume (夢?) [1:40]
8. Sora to Umi no Shi (空と海の詩?) [2:00]
9. Todokanai Kimochi (届かない気持ち?) [1:41]
10. End Theme (Eyecatch) [2:52]
11. One more time, One more chance PIANO ver. (piste bonus) [5:00]

### Manga
Une adaptation en manga illustrée par Yukiko Seike est prépubliée dans le magazine Monthly Afternoon entre le 25 mai 2010 et le 25 mars 2011, et publiée par Kōdansha au format  tankōbon avec un total de deux volumes sortis respectivement le 22 novembre 2010 et le 22 avril 2011,. La version anglaise est publiée en un volume omnibus par Vertical Inc. (en). La version française du manga est éditée par Pika Edition. Les deux volumes sont sortis respectivement le 29 janvier 2020 et le 4 mars 2020. 

## Autour de l'œuvre

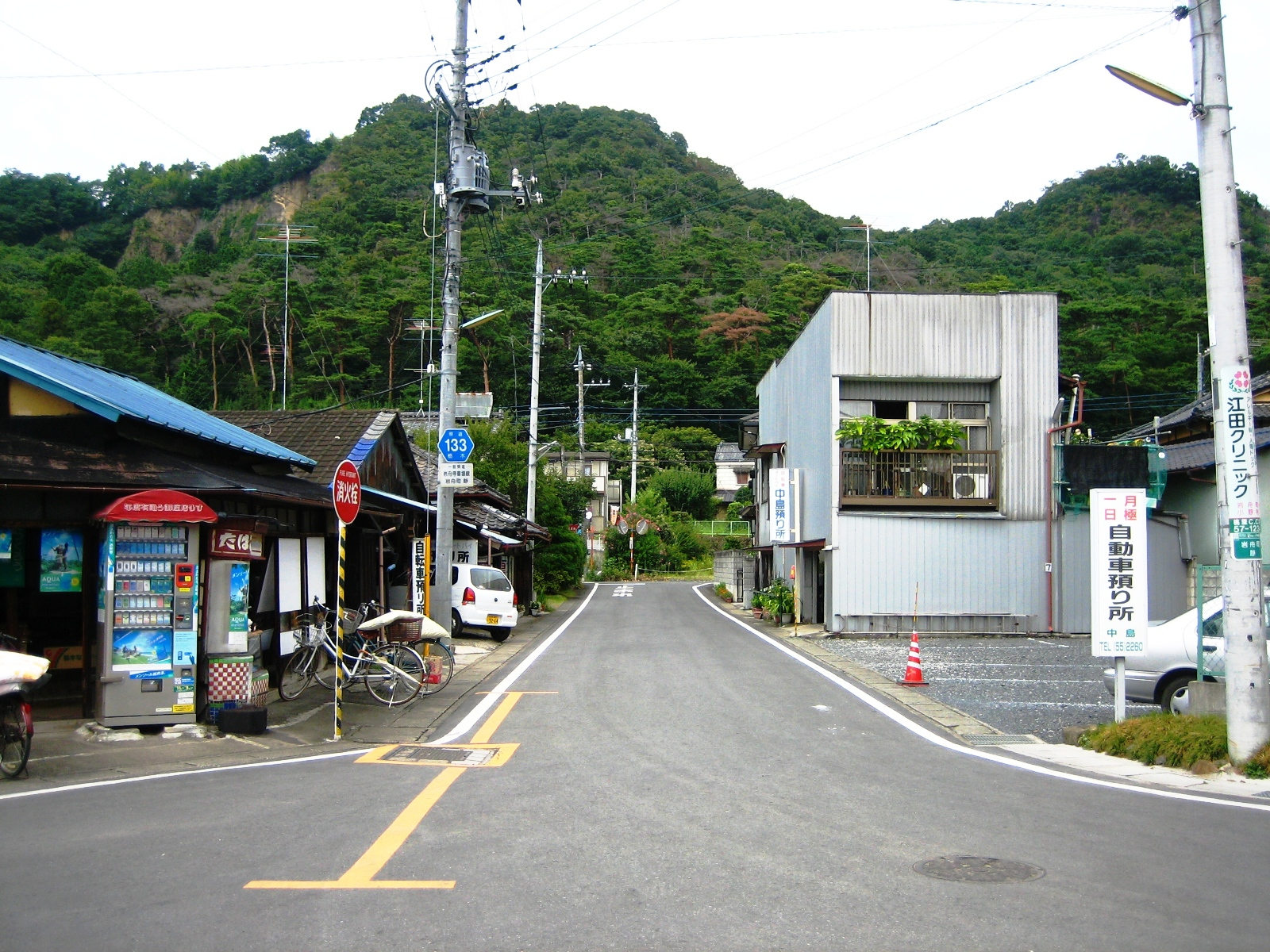
Les alentours de la gare d'Iwafune (ligne Ryōmō), qui a inspiré l'affiche officielle du film.

- Le film a remporté un succès critique et commercial considérable. En effet, il a remporté le prix du meilleur film d'animation et des meilleurs effets spéciaux aux Future Film Festival et Asia Pacific Screen Awards[11],[12]. Il a également atteint la troisième et quatrième place des meilleures ventes de DVD et Blu-Ray au Japon, respectivement en Juillet 2007 et 2008[13],[14].
- Le film est parfois considéré comme le meilleur film d'animation n'ayant pas été réalisé par Hayao Miyazaki[15]. Son réalisateur est également présenté comme l'un de ses successeurs, dépassant même le maître dans certains domaines[16].
- Makoto Shinkai a déclaré[Où ?] que contrairement à ses œuvres passées, il n’y aurait pas de fantastique ni de science-fiction dans ce film. L'auteur y aborde les thèmes du temps, de l’espace et de l’amour.
- Le titre fait référence à la vitesse de chute d’un pétale de cerisier, les pétales étant la représentation métaphorique de l’homme, rappelant la lenteur de la vie et la manière dont les gens se rapprochent pour lentement s’éloigner l’un de l’autre.
- Au premier épisode les téléphones cellulaires et les courriels ne sont pas encore démocratisés.

### Plagiat
L’émission de télévision chinoise Xin Ling Zhi (Spirit’s Window) est accusée de plagiat. Le programme se décrit comme « une émission produite pour la jeunesse chinoise dans le but d’élever des esprits sains et d’enseigner la noble vie ».

## Sources